# Anomis discursa
Anomis discursa är en fjärilsart som beskrevs av Walker 1856. Anomis discursa ingår i släktet Anomis och familjen nattflyn. Inga underarter finns listade i Catalogue of Life.